# 北海道北見方面公安委員會
北海道北見方面公安委員會（日语：／ Hokkaidō Kitami hōmen kō'an-i'inkai */?）是由北海道公安委員會所轄，負責管理北海道警察北見方面本部的行政委員會，由3名委員組成。

## 委員
- 委員長[1]
  - 小田恵美子
- 委員[1]
  - 小山志郎
  - 井山等

## 下部組織
- 北海道警察北見方面本部

## 脚注
1. 1 2  . 北海道北見方面公安委員会.   [2016-01-31]. （原始内容存档于2016-08-13）.

## 関連項目
- 公安委員会
- 北海道
- 北海道警察

## 外部連結
- 官方網站